# 懲罰部隊
懲罰部隊（ちょうばつぶたい、英語：penal military unit）とは、軍隊の中で、脱走兵などの軍規違反者を集めて編成した特別な部隊のことである。広い意味では軍規違反者に限らず、一般の刑法犯罪者を動員した囚人部隊も含まれる。埋葬のような不快な任務や地雷処理などの危険な任務を与えられることが多い。第二次世界大戦期のドイツ国（ナチス・ドイツ）やソビエト連邦に存在した。国や制度の違いから、懲罰大隊、執行猶予部隊などとも呼ばれる。
非常時には軍人の不足を補うため、軍務経験のある受刑者を動員する例もある。

## 実例

### 中国
紀元前104年の漢宛戦争にて、大宛を攻略する漢の武将李広利は赦囚徒扞寇盜、惡少年を動員した。

### ナチスドイツ
ナチス・ドイツには、懲罰部隊と呼びうる数種の部隊が存在した。
ドイツ陸軍には、軍規違反者に対する前線での執行猶予制度（Frontbewährung）があり、執行猶予大隊（Bewährungsbataillon）と呼ばれる懲罰部隊があった。第二次世界大戦中には、師団級の懲罰部隊として、第999アフリカ軽師団 (de:Strafdivision 999, AKA Bewährungseinheiten 999, Bewährungstruppe 999）も作られ、その一部が基幹となったロードス突撃師団も編成された。師団級の部隊に関しては全員が懲罰兵というわけではなく、一般部隊も編制内に含まれていた。また、戦闘能力では一般部隊に必ずしも劣るものではなく、北アフリカ戦線などで勇敢な戦闘を繰り広げた。ドイツ陸軍の懲罰部隊にしばしば見られた部隊番号の「999」は、イギリスのスコットランドヤードにつながる緊急通報用電話番号「999」に由来するともいわれる。
また、武装親衛隊（武装SS）の懲罰部隊としては、対パルチザン任務に就いていた第36SS武装擲弾兵師団、いわゆるディルレヴァンガー部隊があった。これは、本来は検挙された密猟者によって編成された部隊で、その後、一般犯罪者からの志願兵や、軍規違反で有罪となった兵士も送り込まれた。ソ連領内出身のロシア人や民族ドイツ人も多く、外国人が半数を占めた。最後には強制収容所にいた政治犯までもが動員された。兵員の半数以上が陸海空軍から、10-15%が武装SSからの執行猶予者であった。下士官の大半は密猟者で、士官は懲罰により降格の上で転属させられた者だった。軍紀は劣悪極まりなかった上、戦闘任務においてあまりにも残虐な行動を行っていたことから、国防軍は勿論のこと身内である親衛隊でさえ高官が「親衛隊の面汚し」と吐き捨てるなど評判は最悪だった。実際、親衛隊法務本部は師団長のオスカール・ディルレヴァンガー親衛隊上級大佐を始めとした師団関係者を何度も軍法会議にかけようとしたほどで、ディルレヴァンガーの友人で武装親衛隊高官のゴットロープ・ベルガーの介入によって辛うじて裁かれずに済んでいたという。
東部戦線占領地での民間人処刑を行ったアインザッツグルッペン（特別行動部隊）も、懲罰部隊としての性格がある組織である。武装SSからの特別行動部隊への配属は懲罰の一環だった。遅刻などの軽微な罪状で軍法会議にかけられた武装SS隊員について、志願と引き換えに免責を認めた。厳罰回避と武装SS隊員としての地位保身のため、これに応じて志願する者があった。特別中隊で転属前教育を受ける中で特別行動部隊の実態を知ることになるが、途中で大量虐殺への加担を拒んだ者は、志願ではなく命令により転属させられることになり、これをも拒否すれば銃殺刑となった。
ドイツ軍に協力する元ソ連兵捕虜からなるロシア人部隊にも懲罰部隊が存在した。懲罰中隊が編成され、イタリア戦線などで戦った。

### ソビエト連邦

#### 沿革
ソ連軍の懲罰部隊の存在は、ソビエト連邦の崩壊以前は公式には否定されてきた。しかし、実際には第二次世界大戦時のソ連軍には懲罰部隊が存在し、その制度化は1940年までに始まっていたとされる。フィンランドとの冬戦争時には、すでに懲罰部隊が存在したとの証言がある。1942年の5月までは、前線で活動中の軍ごとに、通常929人で構成された懲罰大隊を保有していた。この時点での懲罰大隊は、後のように攻勢だけに使用されていたのではなく、守備にも使用されていた。

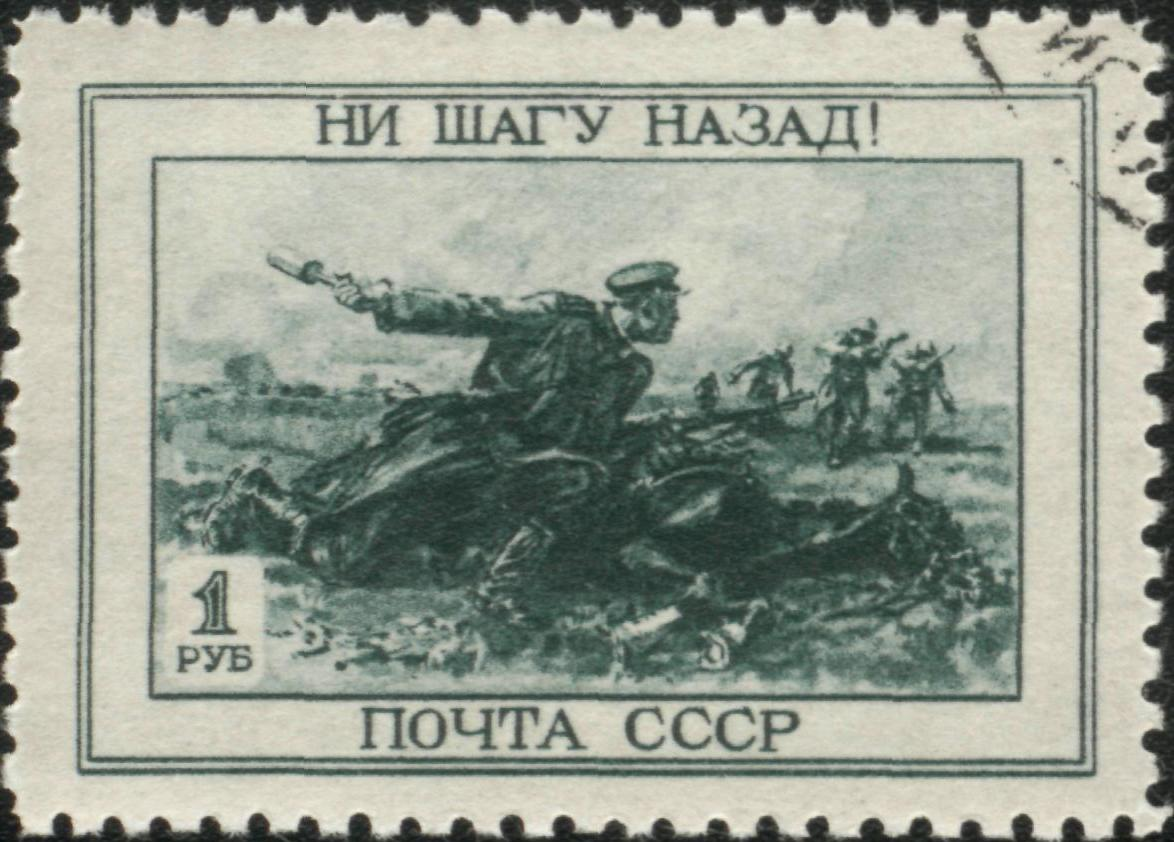
「一歩も下がるな」のスローガンが記された戦時中のソ連の切手。

1942年6月にスターリングラード攻防戦が起きると、翌7月にヨシフ・スターリンは、「一歩も下がるな」(露:Ни шагу назад! (Ni Shagu Nazad!))命令として知られる ソ連国防人民委員令第227号（en, 原文）を発令した。この第227号命令は、無許可の退却・後退に対して死刑を含む厳しい刑罰を課すものであったが、その中には新しい懲罰大隊（штрафбат, штрафной батальон）および懲罰中隊の創設も含まれていた。懲罰大隊の編成は、ナチスドイツの執行猶予大隊の成功例を参考にしてスターリンが着想したものであると公式には説明されているが、実際には既存のソ連軍の制度を基にしたものである。新しい懲罰大隊は、階級をはく奪された士官によって編成されるもので、当初の人員の目安は800人とされた。他方、懲罰中隊は下士官と兵を対象としたもので、それぞれ150人から200人で編成された。既存の懲罰大隊は、新しい制度に移行して統合された。懲罰大隊の運用もスターリンの「一歩も下がるな」の新方針に基づいて変更された。懲罰大隊は攻撃任務にのみ使用されることになり、守勢局面においてもつねに逆襲用に投入された。
内務人民委員部（NKVD）の記録によると、スターリングラード戦線では1942年8月1日から10月15日の間に2961人の将兵が懲罰部隊に送られた。新方針による最初の懲罰大隊は、1942年8月22日、ドイツ軍がボルガ川に到達する直前にスターリングラード戦線に配置された。降格のうえ懲罰大隊へ送られた929人の将兵は、3日間の戦闘後にはわずか300人しか残らなかった。
その後、1942年11月26日、ソ連の懲罰部隊は、最高司令官代理であるゲオルギー・ジューコフによって正式に「軍懲罰部隊」(露:Положение о штрафных батальонах действующей армии) として標準化された。元将校から成る懲罰大隊は定数360人とされ、ソ連軍の中級・上級将校あるいは政治将校によって指揮された。一方、懲罰中隊は下士官である軍曹によって指揮された。大多数の懲罰歩兵部隊のほか、懲罰地雷処理部隊や空軍懲罰戦隊も存在した。

#### 懲罰部隊へ送られる要件
懲罰部隊に送られた者には、以下のような類型があった。
- ソ連国防人民委員令第227号違反、あるいはロシア共和国刑法第58条（反逆罪やその他卑劣な罪）において有罪判決を受けた罪人。第227号命令違反に限らず、臆病なふるまいをしたとされる士官や下士官は、通常は兵卒に降格されたうえで懲罰部隊に送られた[9]。
- 捕虜となっていたソ連兵。ソ連兵にとって捕虜となることは国家に対する反逆行為とみなされ、救出されたり、脱走に成功しても、自発的に敵軍に投降した者とともに「元軍人」として扱われた。これらの「元軍人」は、ソ連刑法第193条（脱走や任務放棄に関する罪）やロシア共和国刑法第58条違反に問われたほか、懲罰部隊に送られることがあった。1943年3月には、国防人民委員部次官発の前線軍法会議に対する指令第97号により、「元軍人」を重罪の嫌疑があれば特別収容所、そうでなければ速やかに懲罰部隊に送ることが明確にされた。ソ連軍の反攻が進むと捕虜の救出が増えたが、この規定により今度は自国の収容所や懲罰部隊に送られることになったのであった[14]。1944年11月には、特別収容所で審問中のすべての元将校も、懲罰大隊へと送られることになった[15]。なお、戦後に生還した捕虜はしばしば死刑となった[16][17]。
- 敵軍勢力下に取り残された「敵軍に包囲された者」。これら捕虜にはならなかったソ連兵は、多くはパルチザンに加わったり、なんとかソ連軍の勢力圏まで敵陣を突破して生還したりしたが、捕虜と同様に冷遇された。1941年頃は後方の建設部隊に送られてラーゲリに近い処遇を受けていたが、それ以降は懲罰部隊へと送られることが一般的になった[18]。
- ラーゲリ収容者。これらの施設には必ずしも民間人だけが収容されていたわけではなく、さまざまな犯罪で収容所送りとなった元将兵が含まれていた[19]。

#### 運用の実情
1942年から独ソ戦の終わる1945年5月までに、約600個の懲罰部隊が編成された。懲罰部隊に送られた人間は、総計で42万7910人にものぼった。ただし、この数字は、第二次世界大戦中のソ連の従軍者総数3450万人との対比で評価する必要がある。
懲罰歩兵大隊・懲罰歩兵中隊の場合、配属期間はおよそ1ヶ月から3ヶ月とされた。うち最長の3ヶ月を与えられるのは原則として死刑判決を受けた人間に限られたが、死刑は第227号命令違反への標準的な刑罰であった。標準的な懲役刑との間には一定の交換比率が存在した。懲罰歩兵部隊に送られた者は、戦傷を負って「血で罪が浄化された」か、英雄的戦果をあげれば減刑や原隊復帰が認められた 。もっとも、建前上は戦果によって勲章を受け取り名誉回復できるとされていても、実際にはその後も反体制的人物であるとして疑われ続けた。懲罰歩兵のうちには、戦車の車外に搭乗するタンクデサントの任務に回された者も多い。
空軍の懲罰戦隊は、戦傷による減刑が得にくいという点で、懲罰歩兵大隊に比べて不利であった。なぜなら、空戦で負傷することは、そのまま戦死につながることが多かったからである。懲罰戦隊のパイロットは、通常は戦死するまで出撃を割り当て続けられた。なお、飛行勤務手当も支給されなかった。元ソ連空軍パイロットArtiom Afinogenovは、スターリングラード戦中の懲罰戦隊について、次のように回想している。「懲罰戦隊のパイロットは常にもっとも危険な地域を担当させられた。ボルガ橋がその典型で、そこを渡れば敵戦車の大群が飛行場に押し寄せるのは明らかで、スターリングラードの命運がかかった場所だった。こうした危険目標を攻撃するのは懲罰戦隊だけだったが、こうした危険任務を行っても考課上はまったく考慮されなかった。飛行任務につき続け、ドイツ兵を殺し続けても、何も起きなかったとみなされ、個人の出撃記録にも残されなかったのだ。懲罰から解放される方法は戦傷するしかないが、軍用機のパイロットにとっては、初めての負傷が往々にして最期の傷、致命傷なのである。」
また、空軍懲罰戦隊の後方銃座などの銃手は、戦死率がきわめて高い。彼らは規則上は10回の生還の後に解放されるはずだったが、往々にしてその前に地雷処理部隊に転属させられてしまった。
地雷処理部隊の平均寿命は、ただでさえ短い懲罰大隊の歩兵と比べても短かった。公的な見解では、地雷処理部隊の将兵は役立たずで、通常の戦力よりも消耗して問題ないものであった。彼らは敵の防護が特に厳重な箇所に対して突破可能か試すのに使われ、地雷原を歩いて突破しての「地雷除去」をさせられた。また、敵の強度を測定するために威力偵察として突撃させられたり、囮部隊にされたりした。
懲罰部隊の戦闘時には、NKVDやスメルシなどの督戦隊が後方に配置された。督戦隊には元懲罰部隊兵士や、懲罰部隊送りを避けるために志願した兵も多かった。彼らは、懲罰部隊の兵が退却しようとすれば「スパイ」とみなして即座に射殺し、ドイツ軍の反撃で止められるまで進撃を続けさせた。この結果として懲罰大隊はどこに行ったとしても、敵の地雷や銃弾・砲弾で死ぬまで進撃を続けなければならなかった。もし生き延びて目的を達成しても、彼らは再び集められて次の攻撃で用いられた。なお、赤軍の通常部隊を督戦隊として起用することはあまりうまくいかず、実例は少なかった。
懲罰部隊の指揮官や衛兵などの管理要員としては、通常の将兵が配属された。非戦闘中も、衛兵中隊はNKVDやスメルシに監督されながら厳重に懲罰兵の管理を行った。危険で不愉快な任務の代償として、管理要員らは高給をもらい特別な恩給を与えられた。
戦争中、ソ連の懲罰部隊は広く利用された。1944年までは、ソ連軍の新たな攻勢においては必ず懲罰大隊が露払いとして先陣を切らされ、たいていは全滅した。懲罰部隊に配属された後になんとか生き延び、活躍して名誉回復と昇進を遂げたとされる稀有な例としては、ウラジーミル・カルポフが挙げられる。カルポフは冤罪により懲罰中隊に送られたが、最終的には親衛大佐となり、ソ連邦英雄として表彰されている。

### ロシア
2022年ロシアのウクライナ侵攻で不足する兵員を補充するため、6ヶ月の兵役と20万ルーブルの報酬を条件に服役者を釈放している可能性がイギリス国防省により指摘されている。服役者の釈放には、ロシア連邦保安庁（FSB）、ロシア連邦刑執行庁（FSIN）、そしてワグナー・グループが関連していると見られる。
グラグ・ネットはホットラインに寄せられた情報を、同年7月2日より公開している。同月4日、iStoriesも服役者の家族から取材した内容を報道。同年8月6日のメディアゾナの報道によると、エフゲニー・プリコジン本人がロシア各地の刑務所を訪れた。プリコジンが刑務所内で服役者に募集をかけるスピーチをしている動画がアレクセイ・ナワリヌイのチームにリークされ、同年9月14日に公表されている。
同年8月7日、映画監督のニキータ・ミハルコフは自身のYouTubeチャンネル「БесогонTV」にアップロードした動画中で、ウクライナで死亡した服役者コンスタンチン・トゥリノフを英雄として紹介。ミハルコフはプーチン大統領の支持者で、2022年ロシアのウクライナ侵攻を支持していることから、ロシア当局が服役者をウクライナに送っていることを認めることと同義であると報道された。
同月25日、家族と連絡が取れなくなった服役者が、刑務所の懲罰房に入れられていることをメディアゾナが報じた。懲罰房に入れる理由については、服役者がウクライナに行く前に情報を遮断する目的と、PMCとの契約を拒否した服役者に契約を強要する目的が考えられるという。ウクライナに行った服役者の死亡通知を家族が突然受けたケースもあるという。負傷してもルガンスクでしか治療を受けられない、約束通りの支払いを受けられないなどの訴えを囚人とその家族を支援するロシアン・シッティング財団の代表である人権擁護者オルガ・ロマノワは受けているという。
同年9月30日、バシキリアのクルルタイ州議会の議員がロシア下院に「囚人が特別作戦に参加することに関する法案」を提出した。

### ウクライナ
2022年ロシアのウクライナ侵攻において、ウォロディミル・ゼレンスキー大統領が軍務経験のあるウクライナ人受刑者を釈放し前線に投入する意向を示した。

### フランス
第二次世界大戦後のフランス陸軍は、ドイツ国防軍及び武装親衛隊に所属していたドイツ人捕虜と、民兵団や第33SS武装擲弾兵師団等に所属していたフランス人の対独協力者で、3個海外軽歩兵大隊を編成した。

## 大日本帝国
陸軍教化隊を参照のこと。

## 物語の中での懲罰部隊
- ウラジーミル・カルポフ “The Warlord”- カルポフの自伝的物語[7]。
- 『捕虜大隊 シュトラフバット』(原題："Штрафбат", Shtrafbat - IMDb（英語）) - 2004年発表のNikolai Dostalによる批判的な11篇のテレビドラマシリーズ。
- 『特攻大作戦』 - 架空のアメリカ軍懲罰部隊を題材にした1967年公開のアメリカ映画。監督はロバート・アルドリッチ
- Gav Thorpe, "The Last Chancers" - The Warhammer 40,000 novel seriesの一作品で、未来の懲罰部隊を舞台にしたSF小説
- バトルフィールド バッド カンパニー - 米軍の架空の懲罰部隊のような役割の部隊を主役としたテレビゲーム
- 『カンプグルッペZbv』 - WW2の東部戦線を舞台とした戦争劇画で、戦車を装備したドイツ陸軍懲罰大隊が登場する。
- 『RAISE』 - WW2のアメリカ陸軍航空軍を舞台とした戦争漫画で、主人公たちは軍法会議での判決（銃殺刑）の執行回避と引き換えに、ドイツへの戦略爆撃任務を戦死か終戦まで続けることを強いられている。
- 『戦場のヴァルキュリア3』 - 架空のヨーロッパの小国ガリアにある、正規軍の懲罰部隊を主役としたテレビゲーム
- 『機甲猟兵メロウリンク』 - 『装甲騎兵ボトムズ』と世界観を共有するアニメ作品。主人公メロウリンクの所属していた装甲騎兵小隊は、隊長が無謀な作戦の遂行に抗議した結果、全員が生身での戦闘を強いられる機甲猟兵へと格下げされてしまう（事実上の懲罰部隊化）。
- 『ゾイド』 - 『第二次大陸間戦争』において、ヘリック共和国の閃光師団が鉄竜騎兵団指令ヴォルフ・ムーロア大佐（後のネオゼネバス帝国皇帝）を取り逃した責を問われ、部隊ごと懲罰部隊とされた。
- 『エースコンバット7』 - オーシア国防空軍第444航空基地飛行隊という懲罰部隊が登場する。同基地を拠点として活動、物語序盤から一定期間、主人公が所属される。隊員のコールサインは『スペア』。詐欺師や政治犯など、オーシア空軍内のならず者たちを集めて、正規軍の代わりに強行偵察を始めとする危険な任務を任されている。